# Districtul Lahan Sai
Lahan Sai (în thailandeză ละหานทราย) este un district (Amphoe) din provincia Buriram, Thailanda, cu o populație de 70.825 de locuitori și o suprafață de 735,0 km².

## Componență
Districtul este subdivizat în 6 subdistricte (tambon), care sunt subdivizate în 95 de sate (muban).
| Nr. | Nume          | În thailandeză | Sate | Locuitori |
| --- | ------------- | -------------- | ---- | --------- |
| 01. | Lahan Sai     | ละหานทราย      | 27   | 12,346    |
| 03. | Ta Chong      | ตาจง           | 22   | 15,575    |
| 04. | Samrong Mai   | สำโรงใหม่       | 13   | 12,068    |
| 07. | Nong Waeng    | หนองแวง        | 11   | 15,676    |
| 10. | Nong Takhrong | หนองตะครอง     | 12   | 08,011    |
| 11. | Khok Wan      | โคกว่าน         | 10   | 07,149    |

Numerele lipsă sunt subdistricte (tambon) care acum formează Non Din Daeng district and parts of Chaloem Phra Kiat district.